# Pink Friday: Roman Reloaded
Pink Friday: Roman Reloaded es el segundo álbum de estudio de la cantante, rapera y compositora trinitense Nicki Minaj. Fue lanzado el 2 de abril de 2012 a través de las compañías discográficas Young Money Entertainment, Cash Money Records y Republic Records. 
Mirando la transición de su álbum debut, Pink Friday, lanzado en 2010, Minaj buscaba un nuevo material en donde quería "simplemente divertirse". Estilísticamente, el álbum está dividido por una primera mitad de pistas de géneros Hip hop y una segunda mitad de canciones de género Electro dance. Como productora ejecutiva, Minaj alistó una variedad de colaboradores que participarían del nuevo álbum discográfico.
Sobre su lanzamiento, Pink Friday: Roman Reloaded recibió críticas generalmente mixtas, quienes cuestionaron la producción del disco. Debutó en la primera posición del Billboard 200 con 253,000 copias vendidas en su primera semana. De esta manera, se convirtió en su segundo álbum número uno en Estados Unidos y además su primer debut en la posición máxima del listado. En 2016, fue certificado 2× Platino por la Recording Industry Association of America (RIAA) combinando sus ventas puras con el stream y ventas de sencillos los cuales equivalían a dos millones de ventas. El álbum llegó a la primera posición en Canadá, Noruega, Irlanda, Escocia, Rusia, Colombia y el Reino Unido donde también se convirtió en el primer álbum de una intérprete de Hip-Hop femenina en debutar y alcanzar la máxima posición del UK Albums Chart. Del álbum fueron lanzado cinco sencillos, precedidos por la pista promocional "Roman In Moscow" el cual no fue incluido en el álbum. El primer sencillo fue "Starships", el cual llegó a la primera posición en Escocia, Irlanda, Bélgica y Nueva Zelanda, también llegó a la quinta posición del Hot 100 de Billboard. Fueron lanzados los sencillos "Beez In The Trap", "Right by My Side", "Pound the alarm América del norte, Asia, Europa y Oceanía entre mayo y diciembre de 2012.
El 19 de noviembre de 2012, Pink Friday: Roman Reloaded fue reeditado con una reedición la cual era una versión ampliada titulada The Re-Up, el mismo contraía un disco adicional con siete nuevas pistas, un DVD exclusivo detrás de cámaras y para complementar, la versión estándar del álbum original. De la reedición se lanzaron los sencillos "The Boys", "Freedom" y "High School" los cuales tuvieron un éxito moderado en el Top R&B/Hip-Hop Songs.

## Antecedentes y desarrollo
| «El 3 de abril será un doozy. Estará muy loco, será importante para el hip-hop y la cultura pop. Va a ser muy grande.» —Minaj describiendo el impacto para el entonces-próximo álbum en la industria de la música |

Luego del éxito del álbum debut de Minaj, Pink Friday lanzado en 2010, el director general de Cash Money Records (uno de los sellos discográficos de Minaj), Brian "Birdman" Williams anunció para Billboard que Minaj planeaba lanzar en el primer cuarto de 2012 su nuevo álbum. En noviembre de 2011, Minaj anunció mediante su cuenta de Twitter que el álbum sería lanzado el 14 de febrero de 2012, aunque más tarde, la rapera anunció que la fecha de lanzamiento se retrasaría para el 3 de abril de 2012. El álbum se centra en Roman Zolanski, uno de los álter egos de Minaj–quien habría aparecido previamente en Pink Friday–. La carátula del álbum en su versión estándar fue lanzada el 1 de marzo de 2012 y la de la versión de lujo fue lanzada el 8 de marzo de 2012, a través de Twitter.
Cuando a Minaj se le preguntó en Twitter que si pudiese describir su álbum con una sola palabra ella respondió "libertad". En una entrevista tras el estreno del primer sencillo del álbum, «Starships», Minaj declaró a Ryan Seacrest,  "Yo nunca he tenido esta música divertida, la grabación tanto en mi vida. Mi primer álbum que era muy reservado. Me sentí como si estuviera haciendo la música para complacer a todos los demás. Que tenía que ser políticamente correcto, pero este álbum me acaba de crear música, y no hay una diferencia tan grande. Literalmente en el estudio que se agrietaban riendo, divirtiéndose y disfrutando de nosotros mismos. La música en sí misma la va a poner todos los lados que he mostrado y luego un poco más. He tratado de que sea muy, muy equilibrado, porque no lo hago nunca quiero estar en la caja, y eso siempre es lo que me motiva. Así que hice un álbum muy diverso ".  Añadió que con su primer álbum, que "fue muy abierto como Nicki Minaj. Se sentía más a mí como un diario, las canciones eran más introspectivas y cosas así... con este disco en particular me pareció que era hora de dar la gente un momento para disfrutar de las letras, y disfrutar de los ritmos, y disfrutar de las voces. Cuando yo iba a hacer mi primer disco, la gente diría, '¿Qué va a hablar? ¿Va a hablar de sexo? Así que hice que mi empresa creara un álbum que no habla de sexo en absoluto. Hice mi negocio para hacer un álbum que no era un álbum vulgar, porque [el] mis cintas de la mezcla estaba muy, muy... extravagantes en las cintas de mi mezcla. Con este disco voy de nuevo a no necesariamente a que el sonido, pero el sentimiento de que. La sensación de 'no me importa lo que piensas! Eso es lo que es ". Minaj también habló sobre el concepto de sus dos primeros álbumes, diciendo: "a veces sentía que mi primer disco era un poco o demasiado revelador, también emocional, lo de tu primer álbum es que han tenido todas esas emociones en el interior para liberar y eso es lo que haces en tu debut. En el segundo álbum estaba más preocupada por simplemente tener diversión". Minaj confirmó mediante su cuenta de Twitter que el álbum tendría 22 canciones.
Como productora ejecutiva, la rapera alistó una variedad de productores incluyendo Alex da Kid, Alex P, Andrew "Pop" Wansel, Benny Blanco, Blackout, Carl Falk, Cirkut, David Guetta, DJ Diamond Kuts, Dreamlab, Dr. Luke, Flip, Hitboy, Jimmy Joker, J.R. Rotem, Kane Beatz, Kenoe, KoOol Kojak, M.E. Productions, Oak, Pink Friday Productions, Rami Yacoub, RedOne, Rico Beats, Ryan & Smitty, Nikhil S. and T-Minus. Minaj también colaboró con diferentes artistas para el álbum, los cuales se incluye: Cam'ron, Rick Ross, 2 Chainz, Lil Wayne, Nas, Drake, Young Jeezy, Chris Brown, Bobby V y Beenie Mann.

## Recepción crítica
Pink Friday:Roman Reloaded recibió críticas mixtas por parte de los críticos. Metacritic, dio una calificación promedio de 59 de 100, sobre la base de 24 comentarios, lo que indica "críticas mixtas o medias". A pesar de que felicitó a su primer semestre como "un parque de diversiones para los amantes de la producción", David Jeffries de Allmusic criticó al álbum como "pop dudoso" y lo llamó "una mezcla de frustración del importante paso ". Kyle Anderson de la revista Entertainment Weekly alabó sus "vivas y progresivo petardos de rap", pero considera que demasiadas pistas "dejan a Minaj simplemente pisando el territorio de las divas de radio". Adán Fleischer de la XXL escribió que el álbum es "un álbum de cuasi-concepto que gira en torno de Roman, sin tener que totalmente dar contenido a ese personaje;. también es álbum de rap, el álbum de la parte emergente, sin encontrar una manera de equilibrar a la perfección los dos objetivos" Randall Roberts, del diario Los Angeles Times elogió sus "mínimos, hinchables pistas de hip-hop " para poner de relieve el "encanto y logros" de Minaj, pero escribió que el álbum "conduce a un precipicio", con "canciones pop dance tan simples como que son genéricas" y, finalmente, la llamó "una inconexa, de la liberación artística confundida".
Billboard ha comentado que "Minaj pasa más tiempo explorando su identidad musical sobre Roman Reloaded de lo que se perfecciona uno, lo que hace que el sonido del álbum sea hinchado y se precipite". David Amidon de PopMatters la acusó de "doblar en sus elementos de dibujos animados" y criticó su primer semestre como "muy mal pensado para pasar por la música rap pop", mientras que encuadre su segunda mitad como "música con volantes, lo no esencial del pop". John Calvert de The Quietus describió el álbum como "posmodernidad pop en un estado avanzado del sentido hueco, banal, y panorámicas de su tramo de conservadores, aplausos, canciones de pop melódico de gran alcance que tiene absolutamente nada que ver con el arte Minaj". Kitty Empire de The Observer criticó su pop-end como "una agresiva oferta para el territorio de Gaga". Matthew Cole de Slant Magazine  comentó que el "álbum es un rap mediocre" y escribió sobre el rendimiento Minaj, " Minaj no transmite ninguna personalidad". Emily Mackay de NME comentó que el álbum "muestra amplia, seguro, pero se siente tan disparatantes que es simplemente incomprensible", y agregó que "hay excéntricidad, y luego está chiflado por el bien de ella".
Sin embargo, BBC Music felicitó a la dirección del álbum y escribió que "se desarrolla una amalgama inmensa de géneros y la inspiración, todo fusionado en una burbuja con incrustaciones de diamantes de hip futurista, hip Day-Glo. La energía es palpable, la ritmo rara vez se permite, y la personalidad se extiende por todos ". Jody Rosen de Rolling Stone  lo calificó como un " relleno libre de Mega-pop " y comentó que "nunca la energía se acaba". Jessica Hopper, de Spin elogió a Minaj por "La oferta de rap" como "casi perfecta", y escribió que la parte del álbum de las pistas de música pop, "Su potencia artística se disuelve, y ella es sólo otro bien para afinarse como otra diva extravagante". Tom Ewing de The Guardian comentó su "media docena de pistas de formación de ampollas, sucia, atascado de ideas de hip-hop " y escribió en la conclusión, " el registro es demasiado largo, terriblemente inconsistente, y no hace ningún intento para casarse con el rap y pop, pero eso no importa -. en su mejor momento los estilos de todos modos quieren un frenesí en particular, la sensación de que Minaj no viene con el interruptor de apagado o una velocidad más baja ". Genevieve Koski de The AV Club llamó al álbum "un esfuerzo intermitente muy bien, pero disperso en última instancia, que está socavado por sus esfuerzos para complacer a todos ", escrito que después de su " Minaj-como-Roman las pistas, el álbum de repente se transforma en euros puros, sin filtrar pop-club ".

## Recepción comercial

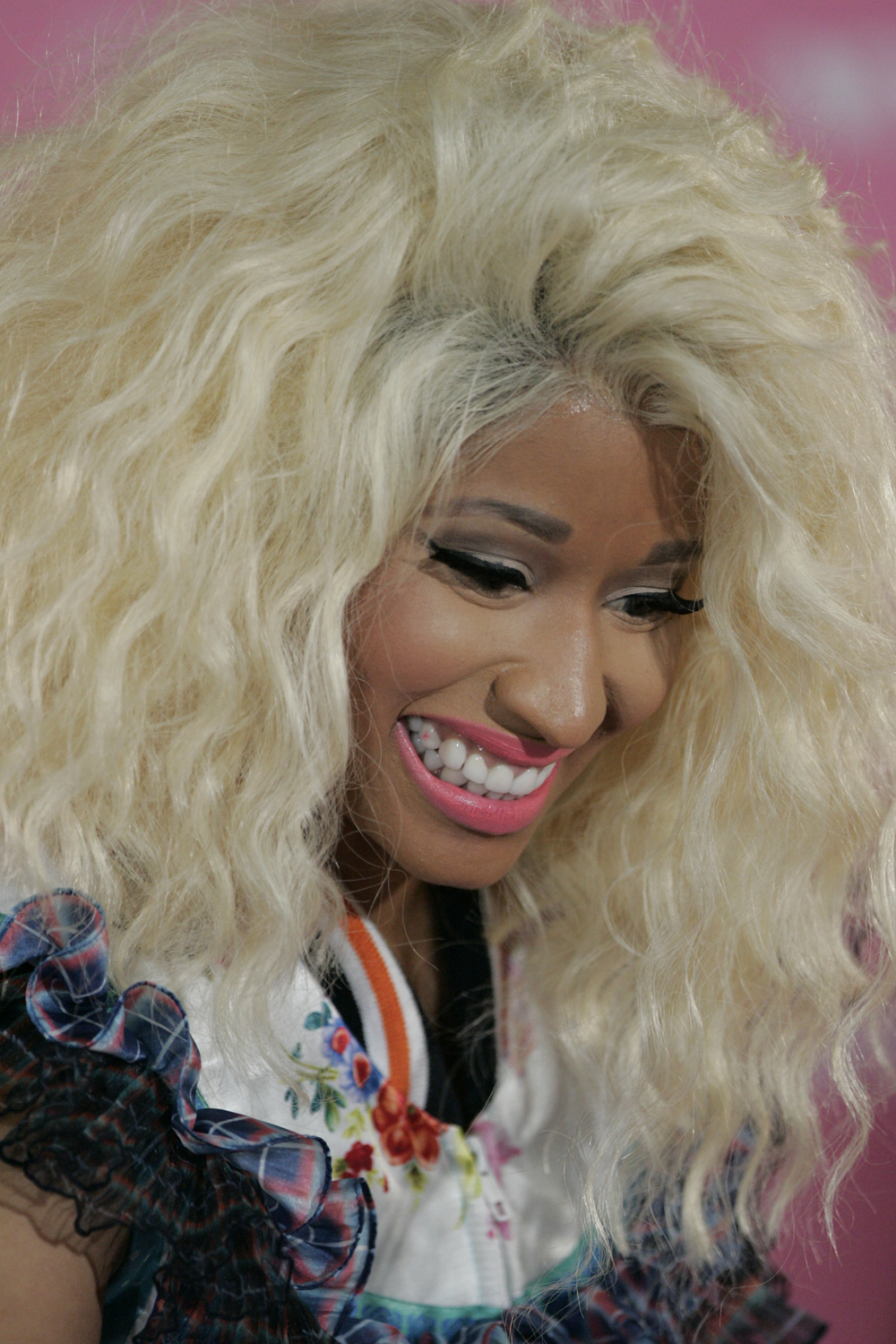
Minaj en el año 2012 en Australia.

Pink Friday: Roman Reloaded debutó en la primera posición del Billboard 200, vendiendo 253.000 copias en su primera semana. Esto marcó el segundo álbum de Minaj en llegar a la máxima posición en Estados Unidos, siendo el primero, su anterior álbum de estudio, Pink Friday el cual alcanzó el número uno en febrero de 2011. El 22 de junio de 2012, el álbum fue certificado platino por la Recording Industry Association of America (RIAA) y el 22 de marzo de 2016, el álbum fue certificado doble platino tras combinar las ventas del álbum con las ventas de canciones y streaming de audio/vídeo los cuales equivalían a 2 millones de unidades. En su primer año, el álbum vendió 785.000 copias en solo Estados Unidos, siendo el álbum de rap más vendido ese año en ese país. Según la International Federation of the Phonographic Industry (IFPI) el álbum fue el 25th más vendido globalmente en el 2012, con 1.4 millones de ventas. Pink Friday: Roman Reloaded debutó en la primera posición del UK Albums Chart y del R&B Albums Charts en el Reino Unido, con 47.000 ventas en su primera semana. Minaj se convirtió así en la primera intérprete de rap femenina en debutar y tener un álbum en la primera posición del conteo de álbum británico. Vendió 242.000 copias a lo largo de 2012. convirtiéndolo en el álbum número 37 más vendido en ese año en el Reino Unido. En 2016, el álbum recibió certificación de Platino por la British Phonographic Industry (BPI) convirtiendo también a Minaj en la primera rapera femenina en tener dos álbumes Platino en ese país. 
Pink Friday: Roman Reloaded también debutó en la primera posición del Canadian Albums Chart y Scottish Albums Chart, siendo el primer álbum de Minaj en alcanzar esa posición en ambos países. En 2012, recibió certificación de oro por la Recording Industry Association of Japan (RIAJ), tras de que vendiera 100.000 copias en Japón. Debutó en la segunda posición del Australian Urban Albums Chart y alcanzó su más alto pico una semana después tras ascender a la primera posición, mientras que debutó en la quinta posición del Australian Albums Chart siendo su más alto pico en el conteo australiano. Debutó en la quinta posición del Irish Albums Chart en Irlanda, semanas después alcanzó la primera posición, en 2012 el álbum recibió certificación Platino por la Irish Recorded Music Association (IRMA). También llegó a la primera posición en Noruega y Rusia, mientras que en Nueva Zelanda, llegó a la tercera posición como su mayor pico. En 2016, el álbum recibió certificación platino en Colombia, tras haber vendido 10.000 copias.

## Sencillos y canciones
- «Starships» es el primer sencillo del álbum y fue estrenado el 13 de febrero de 2012 mediante el programa de Ryan Seacrest y puesto a la venta en iTunes el mismo día. Debutó en la posición número 9 del Billboard Hot 100, y alcanzó su máxima posición en el número 5, el cual se marcaba como la segunda posición Top 10 de la rapera como artista principal. Minaj se convirtió en la Mejor rapera calificada en el Reino Unido con el número 3 en el UK Singles Chart.[36] «Starships», también logró llegar al Top 10 en varios países del mundo. El 28 de marzo de 2012, fue certificado Platino en los Estados Unidos. La filmación del vídeo comenzó el 13 de marzo de 2012 y terminó el 15 de marzo de 2012. Hasta mayo de 2016, el sencillo había vendido 12.8 millones de copias en el mundo siendo el sencillo más vendido por una intérprete de Hip-Hop femenina.[37]

- «Right by My Side» fue estrenado el 23 de marzo de 2012 a dueto con Chris Brown como el segundo sencillo oficial del álbum. Recibió comentarios mixtos por parte de los críticos de la música, es una pista de géneros R&B y Hip-Hop. Debutó en la posición 54 del Hot R&B/Hip-Hop Songs y semanas después alcanzó su máxima posición en el puesto 24 de dicha lista. El vídeo fue publicado en la cuenta VEVO de la rapera el día 16 de mayo de 2012 y en el mismo año sobrepasó los 100 millones de visualizaciones.

- «Beez in the Trap» fue estrenada el 24 de abril de 2012 como el tercer sencillo del álbum. Cuenta con la colaboración del rapero 2 Chainz, entró en los listados musicales de Estados Unidos, Irlanda y Reino Unido. Llegó a la posición número 7 del Hot R&B/Hip-Hop Songs. Inicialmente, Minaj tenía planeado lanzar la canción "HOV Lane" como nuevo sencillo,  pero Young Money Entertainment y Cash Money Records (empresas discográficas de la rapera) pensaron que "Beez in the Trap tenía líricas más fuertes. La canción es una pista de géneros hardcore hip hop y electro hop. Fue producido por Kenoe y compuesto por Minaj, 2 Chainz y Maurice Jordan. Fue certificado Oro por la Recording Industry Association of America (RIAA) en Estados Unidos y para 2014, ya había vendido 1.1 millones de copias en ese país.[38]

- «Pound the Alarm» es una canción de géneros Eurodance, Pop rap y House producida por RedOne, Carl Falk y Rami Yacoub. Fue lanzada el 12 de junio de 2012 bajo los sellos discográficos Young Money Entertainment, Cash Money Records y Republic Records. Minaj junto a Carl Falk, RedOne, Rami Yacoub, Bilal Hajji y Achraf Jannusi se encargaron de la composición del sencillo. Llegó a la primera posición en Finlandia, Bélgica, Países Bajos y Polonia, también llegó al Top 10 en varios países del mundo. Recibió certificación 2× Platino en Australia por la Australian Recording Industry Association (ARIA), mientras que recibió certificación platino en Estados Unidos y Noruega.

- «Va Va Voom» fue elegido como primer sencillo del álbum, sin embargo fue cambiado a última hora por "Starships". El vídeo fue grabado entre 2011 y 2012, fue lanzado a petición de los fanes mediante la cuenta de VEVO de la rapera. Fue lanzado el 12 de septiembre de 2012, es una pista Dance/Electro hop y fue producido por Dr. Luke, Kool Kojak y Cirkut. Debutó en la posición 79 del Billboard Hot 100 con 46.000 descargas digitales vendidas. Llegó a la posición 20 del Reino Unido. Recibió certificación platino por la Australian Recording Industry Association (ARIA) en Australia, Recording Industry Association of America (RIAA) en Estados Unidos y certificación plata por la Industria Fonográfica Británica (BPI) en el Reino Unido. Recibió comentarios generalmente positivos por los críticos de la música.

### Otras canciones
- «Roman in Moscow» fue lanzado el 2 de diciembre de 2011, sin embargo, no está incluido en la lista de canciones oficiales del disco.  Debutó en el número 64 en el Billboard Hot 100.[39] Minaj inicialmente dijo que la única "es como un teaser de Pink Friday: Roman Reloaded, cuando yo digo que es un teaser, es como un trailer de la película, es como la creación el escenario y yo sólo quería tocar la superficie Es la wackest. Pink Friday: Romano Reloaded ". Ella se refirió a la letra de la canción: "Bueno, [roman] estaba allí [en Moscú] en secreto, porque [su madre] Marta quería que fuera allí, así que lo metieron en esto con los monjes y monjas, que estaban tratando de rehabilitarla, pero no puedo decir exactamente lo que pasó, vas a ver en el formato de vídeo, pero vamos a decir que salió de allí ".[40] El video musical fue filmado el 18 de diciembre de 2011.[41][42]

- «Masquerade» fue lanzada como sencillo promocional el 31 de julio, promocionando a Adidas en un comercial.

- «Stupid Hoe» fue lanzada como el segundo sencillo promocional una canción electro hop, y happycore,[43] lanzado en iTunes el 20 de diciembre de 2011 y producido por Kuts Diamond, acreditado con T. Dunham. Debutó en el número 81 en el Billboard Hot 100. Minaj filmó el video del 19 de diciembre y el 20 de diciembre de 2011. El video musical fue lanzado 20 de enero de 2012 en VEVO. Alcanzó 4,8 millones de reproducciones, dentro de las 24 horas de su lanzamiento, rompiendo los registros de visitas en VEVO.[44] Después del lanzamiento del video, la canción alcanzó el puesto 59 en el Hot 100.[45]

## Pink Friday: Roman Reloaded – The Re-Up
En el año 2012, en la alfombra roja de los premios MTV Video Music Awards Minaj anunció que lanzaría una reedición de su álbum Pink Friday: Roman Reloaded bajo el título de The Re-Up. Fue lanzado el 19 de noviembre de 2012 bajo los sellos discográficos Young Money Entertainment, Cash Money Records y Republic Records. La reedición contraía tres CD divididos en; un CD que incluye 7 pistas nuevas y la canción Va Va Voom, el segundo era un DVD exclusivo tras bastidores y un CD que contraía la versión estándar del álbum Roman Reloaded. Del nuevo material se desprendieron tres sencillos los cuales fueron «The Boys» (en colaboración de Cassie), «Freedom» y «High School» (en colaboración del rapero Lil Wayne). La reedición llegó hasta a la posición 27 del Billboard 200, la décima posición en Canadá y la segunda posición Suecia.

## Premios y nominaciones
| Año  | Premiación             | Categoría                    | Resultado |
| ---- | ---------------------- | ---------------------------- | --------- |
| 2012 | American Music Awards  | Álbum Favorito — Rap/Hip-Hop | Ganador   |
| 2012 | American Music Awards  | Álbum Favorito — Pop/Rock    | Nominado  |
| 2013 | Billboard Music Awards | Top Álbum Rap                | Ganador   |
| 2014 | World Music Awards     | Mejor álbum del Mundo        | Nominado  |

## Lista de canciones
| N.º   | Título                                          | Escritor(es)                                                                     | Productor(es)                              | Duración |  |
| 1.    | «Roman Holiday»                                 | Onika Maraj Winston Thomas Larry Nacht Safaree Samuels                           | BlackOut Movement, Pink Friday Productions | 4:05     |  |
| 2.    | «Come on a Cone»                                | Onika Maraj Fernando Garibay Chauncey Hollis                                     | Fernando Garibay, Hitboy                   | 3:05     |  |
| 3.    | «I Am Your Leader» (con Cam'ron & Rick Ross)    | Onika Maraj Garibay Hollis William Roberts II Cameron Giles                      | Fernando Garibay, Hitboy                   | 3:33     |  |
| 4.    | «Beez in the Trap» (con 2 Chainz)               | Onika Maraj Maurice Jordan Tauheed Epps                                          | Kenoe                                      | 4:28     |  |
| 5.    | «HOV Lane»                                      | Onika Maraj Ryan Marrone Garrick Smith Samuels                                   | Ryan & Smitty                              | 3:13     |  |
| 6.    | «Roman Reloaded» (con Lil Wayne)                | Onika Maraj Samuels Dwayne Carter Ricardo LaMarre Safaree Samuels                | Rico Beats, Pink Friday Productions        | 3:16     |  |
| 7.    | «Champion» (con Nas, Drake, & Young Jeezy)      | Onika Maraj Tyler Williams Nikhil Seethram Aubrey Graham Jay Jenkins Nasir Jones | T-Minus, Seethram*                         | 4:56     |  |
| 8.    | «Right by My Side» (con Chris Brown)            | Onika Maraj Andrew Wansel Warren Felder Ester Dean J. Roberts R. Colson          | Andrew "Pop" Wansel, Oak, Flippal23*       | 4:25     |  |
| 9.    | «Sex in the Lounge» (con Lil Wayne and Bobby V) | Onika Maraj E. Wilson M. Hall Dwayne Carter Bobby Wilson Safaree Samuels         | M.E. Productions, Pink Friday Productions  | 3:27     |  |
| 10.   | «Starships»                                     | Onika Maraj Nadir Khayat Carl Falk Rami Yacoub Wayne Hector                      | RedOne, Rami, Falk                         | 3:30     |  |
| 11.   | «Pound the Alarm»                               | Onika Maraj Khayat Falk Yacoub Bilal Hajji Mister London                         | RedOne, Falk, Rami                         | 3:25     |  |
| 12.   | «Whip It»                                       | Onika Maraj Khayat Alex Papaconstantinou B. Djupstom Hajji Hector                | RedOne, Alex P                             | 3:15     |  |
| 13.   | «Automatic»                                     | Onika Maraj Mister London                                                        | RedOne, Jimmy Joker                        | 3:18     |  |
| 14.   | «Beautiful Sinner»                              | Onika Maraj Alexander Grant Ester Dean                                           | Alex da Kid                                | 3:47     |  |
| 15.   | «Marilyn Monroe»                                | Onika Maraj Daniel James Leah Haywood R. Golan Jonathan Rotem                    | J. R. Rotem, Dreamlab*                     | 3:16     |  |
| 16.   | «Young Forever»                                 | Onika Maraj Lukasz Gottwald K. Sheehan Henry Walter                              | Dr. Luke, Cirkut                           | 3:06     |  |
| 17.   | «Fire Burns»                                    | Onika Maraj Wansel Felder                                                        | Wansel, Oak                                | 2:59     |  |
| 18.   | «Gun Shot» (con Beenie Man)                     | Onika Maraj Daniel Johnson Moses Davis C. Grossett                               | Kane Beatz                                 | 4:39     |  |
| 19.   | «Stupid Hoe»                                    | Onika Maraj Tina Dunham Safaree Samuels                                          | DJ Diamond Kuts, Pink Friday Productions   | 3:16     |  |
| 68:59 |                                                 |                                                                                  |                                            |          |  |

### Edición especial con Bonus Tracks
| N.º   | Título                                      | Escritor(es)                                          | Productor(es)                  | Duración |  |
| 20.   | «Turn Me On» (David Guetta con Nicki Minaj) | Onika Maraj David Guetta Giorgio Tuinfort Estar Dean  | Guetta, Tuinfort, Black Raw^   | 3:19     |  |
| 21.   | «Va Va Voom»                                | Onika Maraj Dr. Luke Allan Grigg Max Martin Walter    | Dr. Luke, KoOol Kojak, Cirkut  | 3:03     |  |
| 22.   | «Masquerade»                                | Onika Maraj Gottwald Benjamin Levin Max Martin Walter | Dr. Luke, Benny Blanco, Cirkut | 3:48     |  |
| 79:09 |                                             |                                                       |                                |          |  |

| iTunes Store bonus track |                                                             |                                 |          |  |
| N.º                      | Título                                                      | Escritor(es)                    | Duración |  |
| 23.                      | «Press Conference» (con Charlemagne & Safaree "SB" Samuels) | Maraj, Samuels, Lenard McKelvey | 21:03    |  |
| 100:13                   |                                                             |                                 |          |  |

Notas
- (*) indica coproductor.
- (^) indica producción adicional.
- "Press Conference" es una charla sobre el álbum entre Onika Maraj, Safaree Samuels, y Lenard McKelvey.
- En la versión editada del álbum, se usa la versión explícita de "Starships".

## Posicionamiento en listas

### Listas semanales
| País               | Lista                     | Mejor posición |      |
| 2012               | 2012                      | 2012           | 2012 |
| ------------------ | ------------------------- | -------------- | ---- |
| Alemania           | Offizielle Top 100        | 44             |      |
| Australia          | ARIA Albums Charts        | 5              |      |
| Australia          | ARIA Urban Albums Charts  | 1              |      |
| Bélgica (Flanders) | Ultratop Albums Flanders  | 23             |      |
| Bélgica (Flanders) | Ultratop Urban Albums     | 1              |      |
| Bélgica (Wallonia) | Ultratop Albums Wallonia  | 35             |      |
| Canadá             | Canadian Albums           | 1              |      |
| Colombia           | Colombian Albums          | 40             |      |
| Dinamarca          | Album Top-40              | 25             |      |
| España             | Top de Álbumes            | 60             |      |
| Escocia            | Scottish Albums Chart     | 19             |      |
| Estados Unidos     | Billboard 200             | 1              |      |
| Estados Unidos     | Digital Albums            | 1              |      |
| Estados Unidos     | Top R&B/Hip-Hop Albums    | 1              |      |
| Estados Unidos     | Hot Rap Albums            | 1              |      |
| Estados Unidos     | Tastemaker Albums         | 1              |      |
| Finlandia          | Finnish Albums Chart      | 48             |      |
| Francia            | SNEP Albums Chart         | 20             |      |
| Grecia             | IFPI Greece Albums Charts | 32             |      |
| Países Bajos       | Holanda Albums Chart      | 24             |      |
| Irlanda            | IRMA Albums Chart         | 2              |      |
| Italia             | FIMI Albums Chart         | 66             |      |
| Japón              | Japanese Albums Chart     | 6              |      |
| México             | Mexican Albums Airplay    | 39             |      |
| Noruega            | VG-lista                  | 9              |      |
| Nueva Zelanda      | Recorded Music NZ         | 3              |      |
| Reino Unido        | UK Albums Chart           | 1              |      |
| Reino Unido        | UK R&B Albums Chart       | 1              |      |
| Rusia              | Russian Albums Charts     | 30             |      |
| Suecia             | Swedish Albums Chart      | 24             |      |
| Suiza              | Swiss Albums Chart        | 37             |      |

## Sucesión en listas
| Predecesor: MDNA de Madonna                                          | Canadian Albums Chart — Álbum número uno 14 de abril de 2012 — 21 de abril de 2012                                          | Sucesor: 21 de Adele                                                       |
| Predecesor: MDNA de Madonna                                          | Billboard 200 — Álbum número uno 14 de abril de 2012 — 21 de abril de 2012                                                  | Sucesor: 21 de Adele                                                       |
| Predecesor: MDNA de Madonna                                          | Digital Albums — Álbum número uno 14 de abril de 2012 — 21 de abril de 2012                                                 | Sucesor: Tuskegee de Lionel Richie                                         |
| Predecesor: Take Care de Drake Strange Clouds de B.o.B               | Top Rap Albums — Álbum número uno 14 de abril de 2012 — 12 de mayo de 2012 2 de junio de 2012 — 16 de junio de 2012         | Sucesor: Strange Clouds de B.o.B Live from the Underground de Big K.R.I.T. |
| Predecesor: The MF Life de Melanie Fiona This Is How I Feel de Thank | Top R&B/Hip-Hop Albums — Álbum número uno 14 de abril de 2012 — 12 de mayo de 2012 26 de mayo de 2012 — 16 de junio de 2012 | Sucesor: Strange Clouds de B.o.B Live from the Underground de Big K.R.I.T. |
| Predecesor: MDNA de Madonna                                          | UK Albums Chart — Álbum número uno 8 de abril de 2012 — 15 de abril de 2012                                                 | Sucesor: 21 de Adele                                                       |
| Predecesor: Talk That Talk de Rihanna                                | UK R&B Albums Chart — Álbum número uno 14 de abril de 2012 — 12 de abril de 2012                                            | Sucesor: Strange Clouds de B.o.B                                           |

## Ventas y certificaciones
| País           | Organismo certificador | Certificación | Ventas    | Ref.    |
| América        | América                | América       | América   | América |
| -------------- | ---------------------- | ------------- | --------- | ------- |
| Estados Unidos | RIAA                   | 2× Platino    | 2 000 000 | [ 73 ]  |
| Colombia       | ASINCOL                | 2× Platino    | 20 000    | [ 74 ]  |
| Asia           |                        |               |           |         |
| Japón          | RIAJ                   | Oro           | 100 000   | [ 75 ]  |
| Europa         |                        |               |           |         |
| Irlanda        | IRMA                   | Platino       | 15 000    | [ 76 ]  |
| Polonia        | ZPAV                   | Oro           | 10 000    | [ 77 ]  |
| Reino Unido    | BPI                    | Platino       | 600 000   | [ 78 ]  |
| Oceanía        |                        |               |           |         |
| Australia      | ARIA                   | Oro           | 35 000    | [ 79 ]  |

## Historial de lanzamiento
| Regiones       | Fecha               | Formato(s)          | Etiqueta(s)                              | Ref    |
| -------------- | ------------------- | ------------------- | ---------------------------------------- | ------ |
| Alemania       | 2 de abril de 2012  | CD descarga digital | Universal Music, Cash Money              | [ 80 ] |
| Australia      | 2 de abril de 2012  | CD descarga digital | Universal Music, Cash Money              | [ 81 ] |
| Francia        | 2 de abril de 2012  | CD descarga digital | Universal Music, Cash Money              | [ 82 ] |
| Reino Unido    | 2 de abril de 2012  | CD descarga digital | Island, Cash Money                       | [ 83 ] |
| Estados Unidos | 3 de abril de 2012  | CD descarga digital | Universal Music, Young Money, Cash Money | [ 84 ] |
| Canadá         | 3 de abril de 2012  | CD descarga digital | Universal Music, Young Money, Cash Money | [ 85 ] |
| Japón          | 11 de abril de 2012 | CD descarga digital | Universal Music Japan, Cash Money        | [ 86 ] |
| Brasil         | 23 de abril de 2016 | CD descarga digital | Universal Music, Cash Money              |        |
| China          | 23 de abril de 2016 | CD descarga digital | Universal Music, Cash Money              |        |
| Dinamarca      | 23 de abril de 2016 | CD descarga digital | Universal Music, Cash Money              |        |
| Nueva Zelanda  | 23 de abril de 2016 | CD descarga digital | Universal Music, Cash Money              |        |
| Países Bajos   | 23 de abril de 2016 | CD descarga digital | Universal Music, Cash Money              |        |